# Ōe Taku
Ōe Taku est un nom japonais traditionnel ; le nom de famille (ou le nom d'école), Ōe, précède donc le prénom (ou le nom d'artiste).
Ōe Taku (大江 卓, né le 2 novembre 1847 au domaine de Tosa et décédé d'un cancer à l'estomac à l'âge de 73 ans le 21 septembre 1921) est un samouraï, bureaucrate, homme politique et entrepreneur japonais reconnu comme l'une des personnes le plus progressistes du début de l'ère Meiji, bien que son cas reste complexe. Sa femme est la sœur cadette de Gotō Shōjirō.

## Biographie
Natif du district de Hata dans le domaine de Tosa (actuelle ville d'Ōtsuki dans la préfecture de Kōchi), Ōe grandit à Nagasaki mais retourne dans sa région natale à la fin du Bakumatsu (1854-1867) pour rejoindre le Rikuentai, un groupe paramilitaire formé de samouraïs de Tosa partisans du mouvement anti-étrangers et ayant pour but le renversement du shogunat Tokugawa. Parmi les autres membres se trouvent Sakamoto Ryōma, Nakaoka Shintarō et Mutsu Munemitsu. En 1867, il participe à une attaque contre les consulats étrangers à Kōbe.
Après la restauration de Meiji, Ōe s'installe à Tokyo en 1871 et intègre le nouveau gouvernement de Meiji. Issu d'un milieu xénophobe, il est pourtant nommé magistrat assistant de Mutsu Munemitsu (qui devient gouverneur de la préfecture de Kanagawa) dans le secteur des affaires étrangères du port de Yokohama. Ōe joue un rôle central lors de l'incident du María Luz, durant lequel le gouvernement japonais sauve 232 travailleurs forcés chinois d'un navire péruvien malgré les vives protestations des puissances occidentales. L'incident mène à l'élaboration de nouvelles lois en 1872, émancipant les burakumin marginaux, les prostituées et toute forme de servitude pour dettes au Japon.
En 1877, Ōe retourne à Tosa pour essayer de rallier ses compatriotes contre le gouvernement central durant la rébellion de Satsuma. Après l'écrasement du soulèvement, il est arrêté pour trahison et condamné à douze ans de prison.
Ōe retourne à Tokyo en 1890 et est élu à la chambre basse de la Diète du Japon lors des élections législatives japonaises de 1890 en tant que membre fondateur du parti libéral. Il s'oppose fortement à la montée de la corruption au sein du gouvernement, ainsi qu'à l'augmentation des dépenses militaires. Il quitte le gouvernement en 1892 pour devenir président de la bourse de Tokyo. En 1899, il est l'un des fondateurs de la compagnie ferroviaire Keifu, qui envisage de construire un chemin de fer entre Séoul et Busan en Corée.
Cependant, en 1914, Ōe se retire de toutes ses activités commerciales et politiques, devient prêtre bouddhiste de la secte Sōtō et voyage à travers le pays. Durant ses dernières années, il devient le représentant principal pour l'abolition des discriminations envers les burakumin. Il meurt d'un cancer de l'estomac en 1921.